# Krimski Romi
Kirimìtika Rroma (Krimski Romi), muslimanska romska etnička skupina naseljena na području Krima i južnim krajevima Ukrajine, poglavito među Krimskim Tatarima koji ih poznaju pod nazivima Ajudži (Аюджи) i Gurbeti (Гурбети). Krimski Romi porijeklom su s Balkana a na područje Ukrajine migriraju tijekom Drugog svjetaskog rata, gdje se danas neki asimiliraju među Tatare.